# 羅氏原燈頰鯛
羅氏原燈頰鯛，為輻鰭魚綱金眼鯛目燧鯛亞目燈眼魚科的其中一種，分布於中東太平洋的庫克群島海域，棲息深度可達274公尺，生活在中層水域。